# Frédéric-Auguste de Beaufort-Spontin
Frédéric-Auguste, 1er duc de Beaufort-Spontin, né à Namur le 14 septembre 1751 et décédé à Bruxelles le 23 avril 1817, est une personnalité politique.
Né sous le régime autrichien, mort sous le régime hollandais, il occupa différentes fonctions sous les régimes qui se succédèrent à l’administration des Pays-Bas autrichiens.

## Biographie
Frédéric Auguste Alexandre est le deuxième fils de Charles-Albert, comte de Beaufort et marquis de Spontin, et de Marie-Marguerite-Rose-Dorothée-Victoire, comtesse de Glymes et marquise de Florennes.
Joseph II l’élève au titre de duc de Beaufort-Spontin le 2 décembre 1782.
Il épouse Leopoldina Alvarez de Toledo (1760-1792), à Paris, le 5 janvier 1783, fille de Pedro de Alcántara Álvarez de Toledo y Silva, duc del Infantado (en), et de Maria Anna Viktoria Wilhelmine zu Salm-Salm. Le couple eut trois filles : Françoise Philippine (1785-1830), Mariana Marie Emanuelle Josèphe (1786-1824) et Teresa (1789-1857 ; héritière du château de Spontin).
Veuf, il passe l'année 1794 à Munster, avant de revenir au château de Freÿr.
Veuf, il épouse en secondes noces Ernestine Margarete von Starhemberg (1782-1852), le 1er octobre 1807 ; le couple eut quatre enfants, deux filles et deux garçons : Friedrich Ludwig (1809-1834), Valérie (châtelaine de Spy ; 1811-1887), Marie Hermengilde (héritière du château de Freÿr ; 1813-1880) et Alfred Charles (marquis de Beaufort-Spontin ; 1816-1888).
Il décède à Bruxelles le 22 avril 1817 et est inhumé à l'église de Florennes.

## Contexte historique
Frédéric Auguste Alexandre de Beaufort-Spontin a mené sa carrière sous différents régimes, durant une période politiquement très mouvementée. Il n’est pas inutile de rappeler ici quelques balises historiques entre lesquelles il bâtit sa carrière.
Depuis le traité d'Utrecht (1713), les duché de Brabant, comté de Flandre, comté de Hainaut et comté de Namur sont regroupés sous le nom de Pays-Bas Autrichiens, sous la couronne de l’empereur d’Autriche. L'empereur se fait représenter en Belgique par un Gouverneur général : Charles-Alexandre de Lorraine, en 1744, puis Marie-Christine, archiduchesse d'Autriche et Albert, duc de Saxe-Teschen à partir de 1780.
Le 1er octobre 1795, la France annexe officiellement les Pays-Bas autrichiens, la principauté de Liège et le duché de Luxembourg.
À partir du 15 décembre 1813, l’Empire français est attaqué, jusque sur le territoire de la future Belgique, par les troupes des puissances coalisées contre Napoléon ; elles entrent à Bruxelles le 1er février 1814. Le 5 mai 1814, l'occupation de la Belgique et de la principauté de Liège par les troupes coalisées contre Napoléon est totale.
Le traité de Paris du 30 mai 1814 rattache les territoires autrichiens aux Pays-Bas et le 16 mars 1815 est proclamé le royaume uni des Pays-Bas.

## Carrière de Beaufort-Spontin

### Chambellan (1775-1810)
Beaufort-Spontin est nommé chambellan de l’impératrice Marie-Thérèse d’Autriche en 1775.
Un décret de Napoléon impose aux Français qui ont accepté une charge auprès d’une puissance étrangère de rentrer dans leur patrie avant le 9 avril 1810, sous peine de confiscation du patrimoine. Le duc de Beaufort-Spontin rentre à Paris, mais refuse la charge de chambellan que lui propose Napoléon ; irrité, l’empereur des Français le contraint à renoncer à sa charge de chambellan de l'empereur d'Autriche.

### Gouverneur général de Belgique (12 février – 26 mars 1814)

La Belgique, de janvier 1814 à août 1814 (c'est la zone en orange).

### Gouverneur général de Belgique (12 février – 26 mars 1814)[3]

#### La question de l’indépendance
Dans la période troublé de l’affaiblissement de l’empire, il est nommé gouverneur général de Belgique le 12 février 1814, par les états de la coalition.
Le clergé et la noblesse – donc le duc -, qui nourrissaient l'espoir d’un retour à l'Ancien Régime, catholique, pensent que la conséquence nécessaire de la victoire des troupes coalisées sur la France est la restauration du régime autrichien. Ce souhait est moins prononcé chez les plus jeunes, nettement rejeté par la nouvelle classe des industriels et des acheteurs de biens nationaux. Le vœu du clergé et de la noblesse est de constituer un État autonome, doté de l'ancienne constitution, dirigé par un prince de la famille impériale autrichienne et conservant un lien distendu avec la monarchie autrichienne. Le duc de Beaufort-Spontin en est un des chefs de file.

#### Le traité de Chaumont (26 mars 1814)
À ce titre, il conduit le 23 février 1814, une députation aristocratique dirigée par le duc de Beaufort-Spontin part pour Chaumont, où se trouve le Grand Quartier général des puissances coalisées contre Napoléon.
L’Empereur d’Autriche n’a pas la main, le rattachement des territoires autrichiens aux Pays-Bas est alors déjà pratiquement scellé et il conseille au duc de Beaufort-Spontin de se résigner. Découragé, le duc donne sa démission le 26 mars 1814, mais accepte la présidence de l’administration générale, même si la réalité du pouvoir appartient à deux commissaires prussiens.

#### Traité de Vienne (1815)
Beaufort-Spontin participe au Congrès de Vienne, sans mieux parvenir à imposer un Habsbourg d'Autriche catholique à la tête de la future Belgique.

### Grand maréchal de la cour (1816)
Dans les premiers jours de février 1816, il est nommé Grand maréchal de la cour de Guillaume Ier, roi du royaume uni des Pays-Bas, avec dispense de la formalité du serment.

## Titres
- par lettres patentes de l'empereur Joseph II, en date du 2 décembre 1782, comte du Saint-Empire, marquis de Florennes, de Courcelles et de Beauraing, baron de Freyr et de Bossimé, libre baron impérial de Hosden, vicomte d'Esclaye d'Audenbourg et de Noyelles, seigneur de Château-Thierry de Stave de Vaux, de Ville en Hesbaye, de Wancenne, de Falmagne, des terres et fiefs de Hontoir, de Viemes, de Hulbize, de Dion-le-Val, de Gedinnes, de Lustin, Maillen, Profondeville, seigneur de Petchau, de Pierten (cs), de Gabhorn (de), de Miecz (cs), de Gangerhof en Bohême, de Weineren (de), de Sighartz, de Kerkberg (de), de Blumau (de) en Basse-Autriche.
- premier pair de Liège, du comté de Namur, du duché de Bouillon et du comté de Rochefort ;
- conseiller intime et chambellan de Leurs Majestés Impériales et Royales Apostoliques ;
- grand maréchal de la cour de Son Altesse Royale l'archiduc Charles d'Autriche à Bruxelles ;
- gouverneur général de Belgique au nom des puissances alliées en 1814 ;
- président du conseil privé chambellan grand maréchal de la cour de Guillaume Ier ;
- membre de la première chambre des États Généraux et commandeur de l'Ordre du Lion des Pays-Bas.